# Bryobrothera
Bryobrothera là một chi rêu trong họ Hookeriaceae.